# Vijfkruidenpoeder

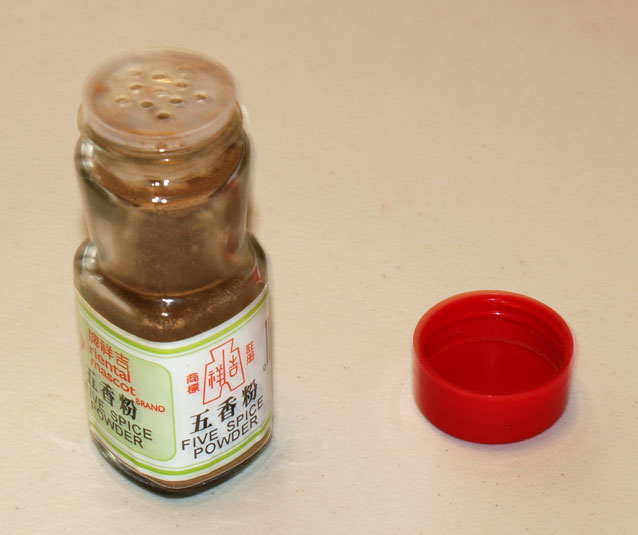
Vijfkruidenpoeder

Vijfkruidenpoeder is een Chinees kruidenmengsel. Het bestaat uit kaneel (eigenlijk kassia), steranijs, szechuanpeper, venkel en kruidnagel. Het bevat de vijf smaakgroepen zoet, zout, bitter, zuur en umami. Vijfkruidenpoeder is voornamelijk in gebruik in restaurants. Bij thuisgebruik worden de kruiden afzonderlijk toegevoegd in plaats van als geheel gebruikt te worden.
Omdat het vrij dominant van smaak is, moet er voorzichtig mee omgegaan worden. Het is al snel te veel. Het poeder kan zelf gemengd worden, zodat naar eigen smaak gevarieerd kan worden met de ingrediënten, of het kan kant-en-klaar gekocht worden. De samenstelling van kant-en-klaar Chinees vijfkruidenpoeder kan nogal variëren. Soms worden er meerdere specerijen toegevoegd, zes of zeven kruiden. 